# Zindanmuruq
Zindanmuruq är en ort i Azerbajdzjan.   Den ligger i distriktet Qusar Rayonu, i den nordöstra delen av landet, 180 km nordväst om huvudstaden Baku. Zindanmuruq ligger 1 239 meter över havet och antalet invånare är 705.
Terrängen runt Zindanmuruq är kuperad åt nordost, men åt sydväst är den bergig. Närmaste större samhälle är Anykh, 2,8 km öster om Zindanmuruq. 
Trakten runt Zindanmuruq består i huvudsak av gräsmarker. Runt Zindanmuruq är det ganska glesbefolkat, med 48 invånare per kvadratkilometer.